# Casa-fàbrica Josep Aranyó
La casa-fàbrica Josep Aranyó és un conjunt d'edificis situats als carrers de Verdaguer i Callís (antigament de Montjuïc de Sant Pere), 12-14 i de la Mare de Déu del Pilar (antigament d'en Cuc), 15-15 bis de Barcelona, catalogats com a bé cultural d'interès local.

## Història

### El comerciant Christian Andreas Tilebein
El 12 de setembre del 1768, el comerciant reusenc Salvador de March i Bellver va constituir amb el comerciant alemany Christian Andreas Tilebein (que en seria l'administrador), establert a Barcelona, una societat de comerç pel termini de 5 anys i amb un capital de 40.000 lliures barcelonines, de les quals March aportaria les 3/4 parts. El negoci prosperà amb la importació de gèneres tèxtils i l'exportació de vi i aiguardent del Camp de Tarragona i altres comarques del Prelitoral català, i l'1 de setembre del 1773 es va renovar per cinc anys més. Tilebein, que vivia a les «cases noves del Palau» a l'actual carrer d'Avinyó, construïdes per l'arquitecte i mestre de cases Joan Soler i Faneca, que també s'encarregaria del palau de la Rambla del seu soci, va invertir els guanys en la construcció d'una residència senyorial en una finca adquirida en emfiteusi al monestir de Sant Cugat del Vallès, i el 28 del mateix mes va demanar una llicència d'obres: «Dn Christiano Andrés Tilebein, Comerciante, con la mayor Attencion expone a V:S: que deve havitar una Casa sita en las Calles den Cuch y de Montjuich de esta Ciudad, en cuya por su mayor Comodidad le es preciso hazer algunas Obras en el Frontis, y variar distinctas Aberturas.» El 1777, Tilebein va demanar permís per a canviar la llinda de la porta del magatzem al carrer d'en Cuc.
El 1786, Tilebein entrà en fallida, i a la seva mort, la finca fou embargada per una «massa de creditors» representada pel síndic Joaquim de Roca i Batlle, que el 1789 va demanar permís per a fer-hi reformes.

### El jurista Miquel Joan de Magarola
El maig del 1791, la finca fou adquirida en subhasta pública pel jurista Miquel Joan de Magarola i de Clariana (1730-1807), oïdor de la Reial Audiència de Catalunya, a través del corredor reial de canvis Antoni Torredà, per 14.500 lliures barcelonines. Tot seguit, Magarola va fer construir de nou la casa del carrer de la Mare de Déu del Pilar, comprometent-se a fer-hi una nova capella en substitució de la instituïda pels veïns i el Gremi de Velers feia molts anys. Poc després, va demanar la concessió de dues plomes d'aigua de Montcada per abastir la seva casa, proposant a canvi la cessió dels terrenys i els diners necessaris per a la construcció d'una font pública al carrer de Montjuïc.
El desembre del 1805, Magarola (que adoptà el títol de marquès de Cordelles pel seu matrimoni en segones noces amb Josepa de Figuerola i de Vilana) va encarregar-ne al mestre de cases Jeroni Vidal una ampliació al carrer d'en Cuc amb l'annexió de la casa veïna, adquirida per aquest al fabricant d'indianes Pau Rull i Coromines.
Magarola va morir a casa seva a mitjans de juliol del 1807 i fou succeït pel seu fill Benet de Magarola i de Castellví, que va morir el 1823 a Can Magarola (Canovelles) sense descèndencia i va llegar els seus béns a la seva cosina Manuela de Magarola i d'Ardena, casada amb Felip Ignasi de Miquel i de Blondel, marquès de Blondel de l'Estany de Bellcaire.

### El fabricant Josep Aranyó i Torrents
El juny del 1833, el seu administrador de finques Bartomeu Sunyol va vendre la propietat per 30.500 lliures barcelonines al fabricant Josep Aranyó i Torrents, que poc després, va demanar permís per a remuntar-hi un «pis-quadra», segons el projecte del mestre d'obres Vicenç Zulueta. El 1836, va demanar novament permís per a eliminar la reixa de forja i obrir-hi dues portes al frontis del jardí, segons el projecte del mestre d'obres Esteve Bosch i Gironella. Segons les cartes de pagament, entre els anys 1834 i 1842 s'hi van realitzar obres al conjunt sota la direcció del mestre d'obres Narcís Nuet, amb la intervenció del fuster Pau Compte, el serraller Joan Viure, el llauner i vidrer Josep Artés i el pintor Francesc Sala.

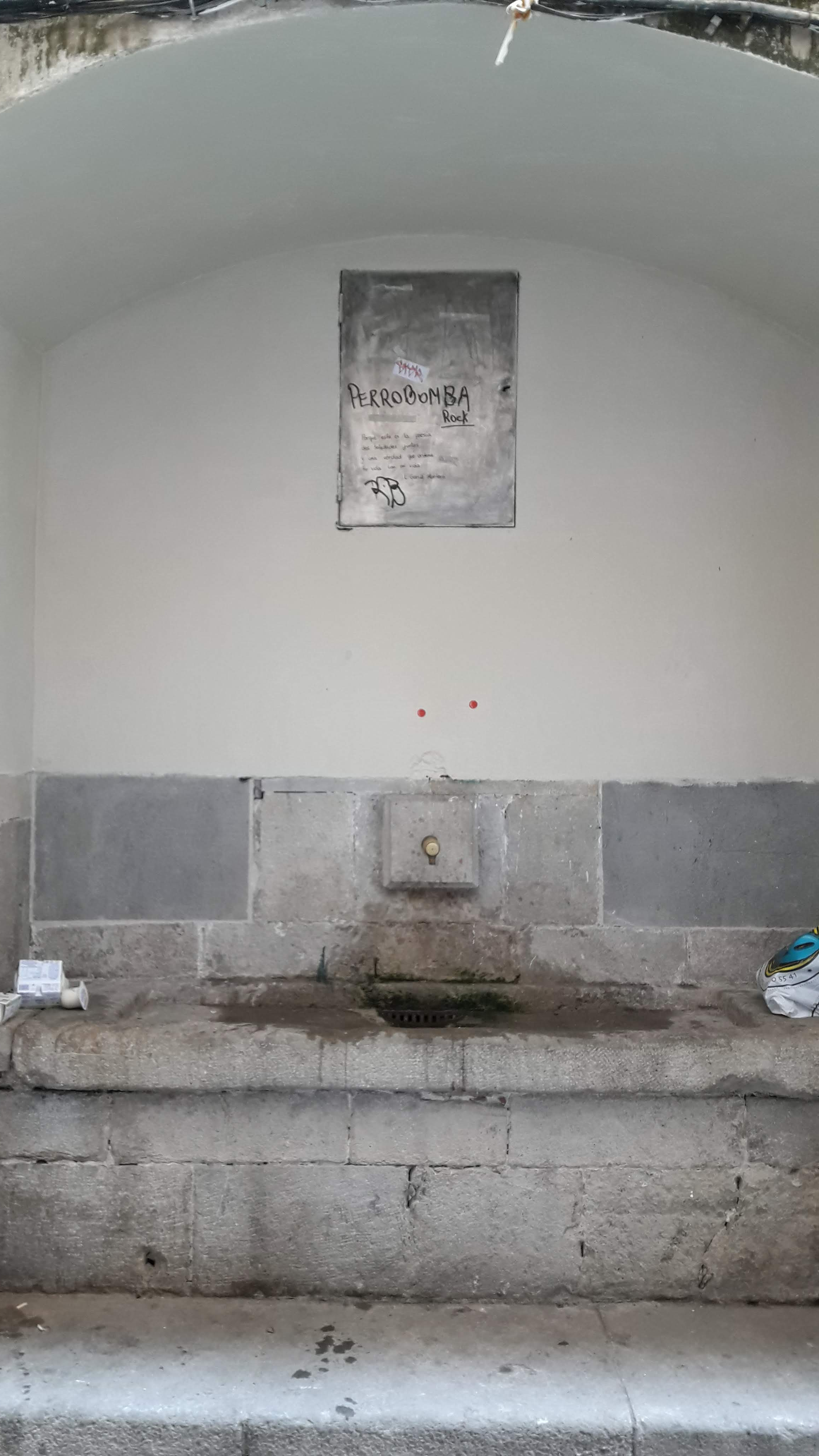
Font pública, instituïda per Miquel de Magarola el 1792

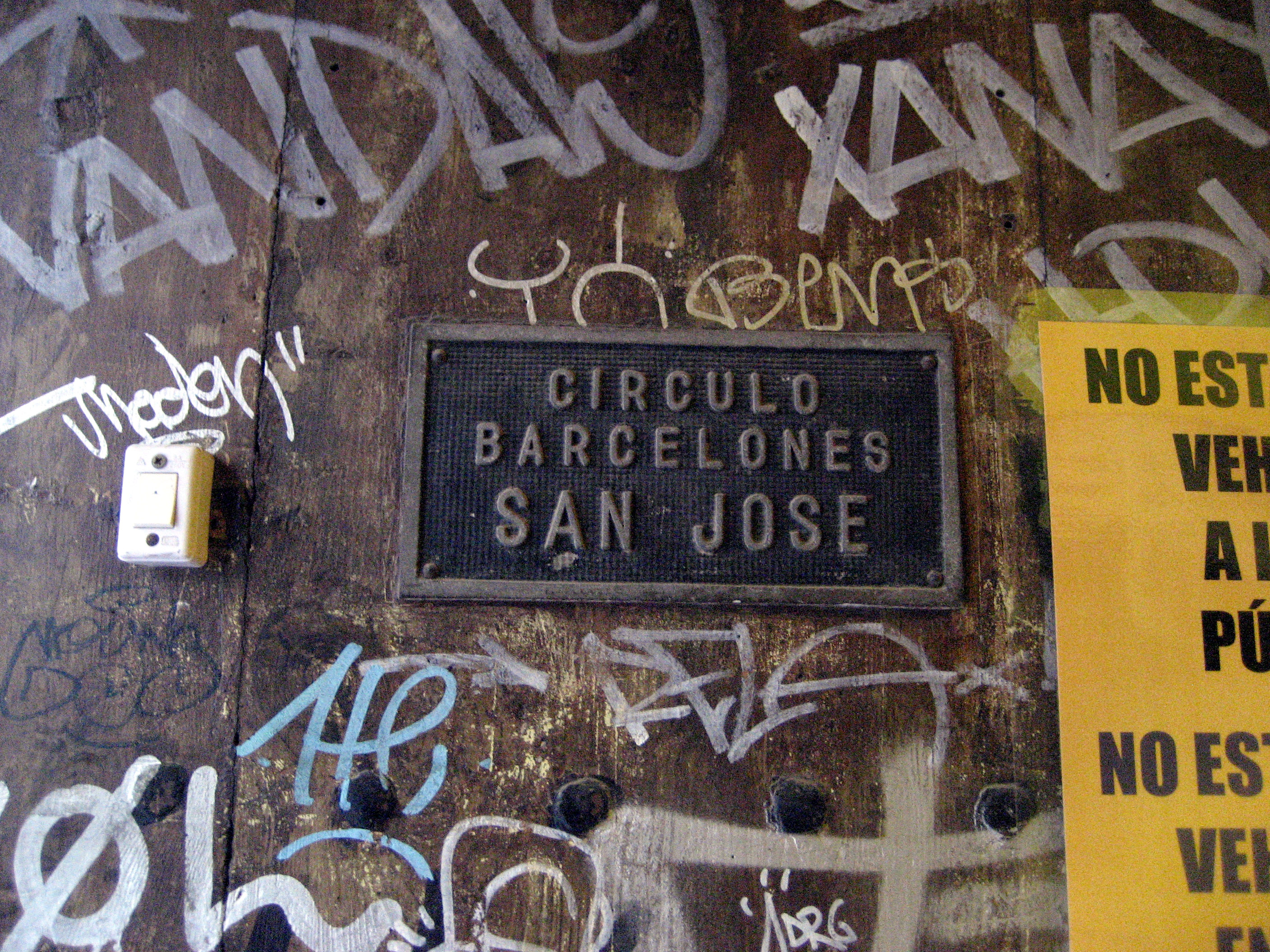
Placa del Cercle Barcelonès de Sant Josep

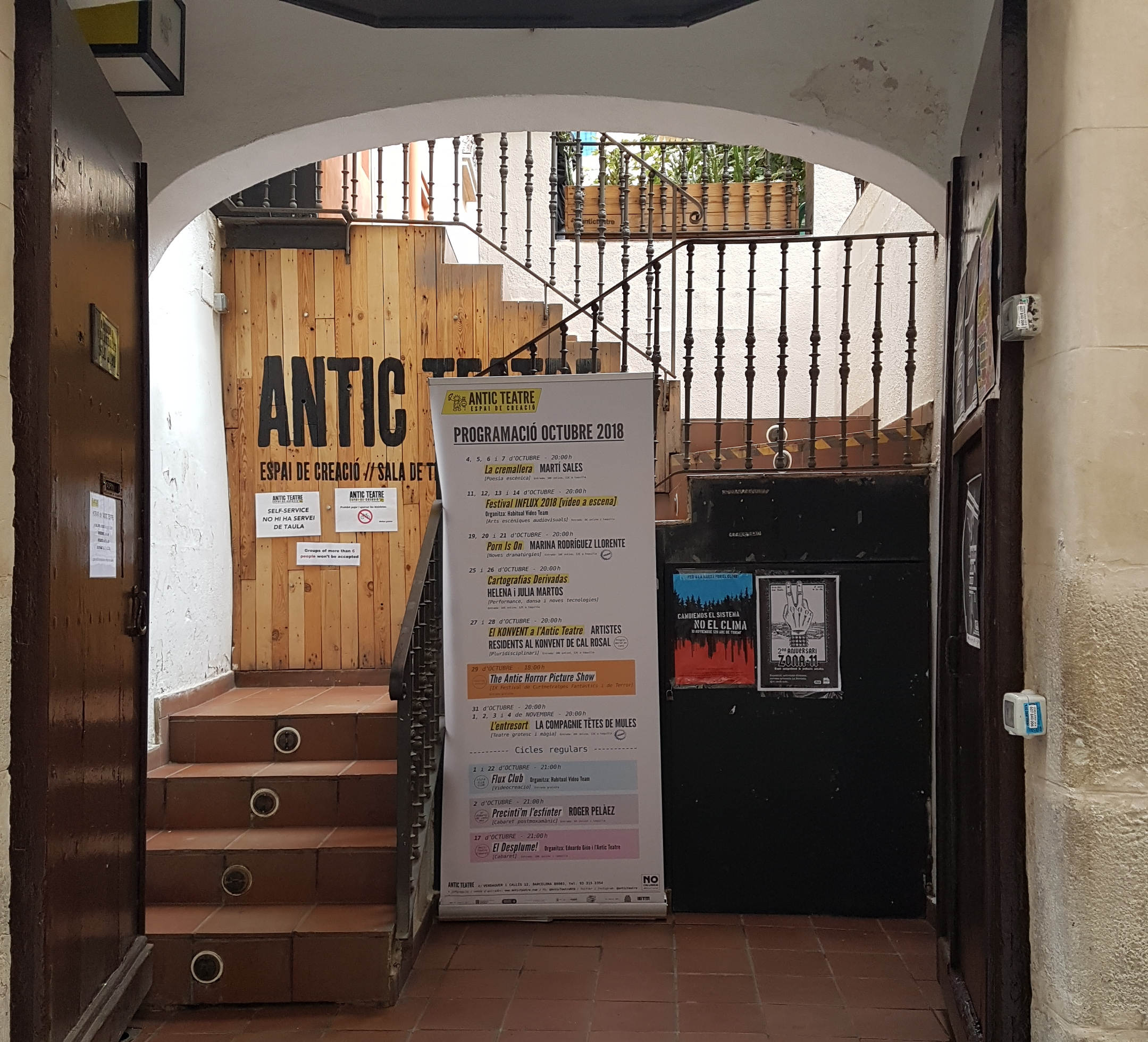
Escala d'accés al jardí

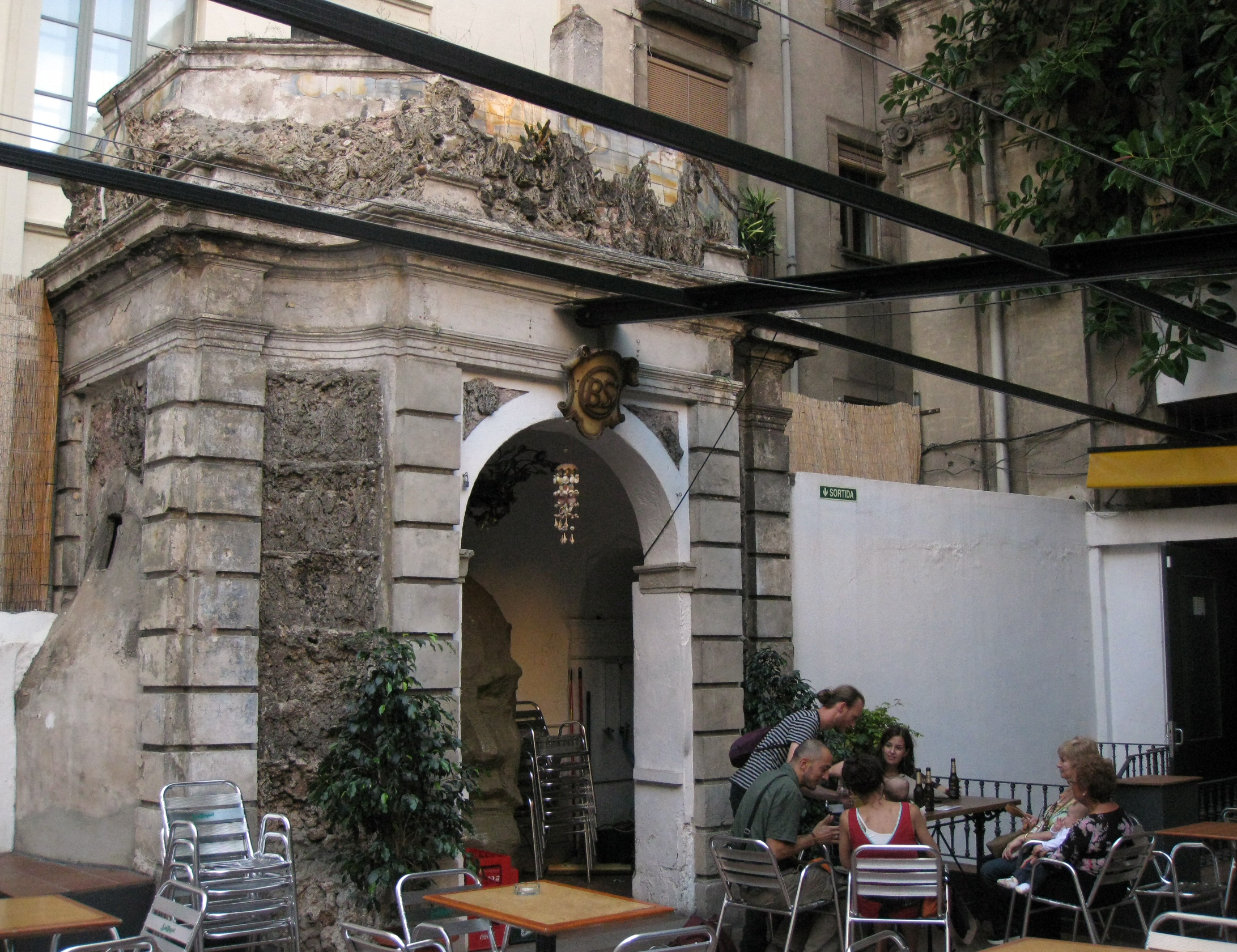
Pavelló del jardí

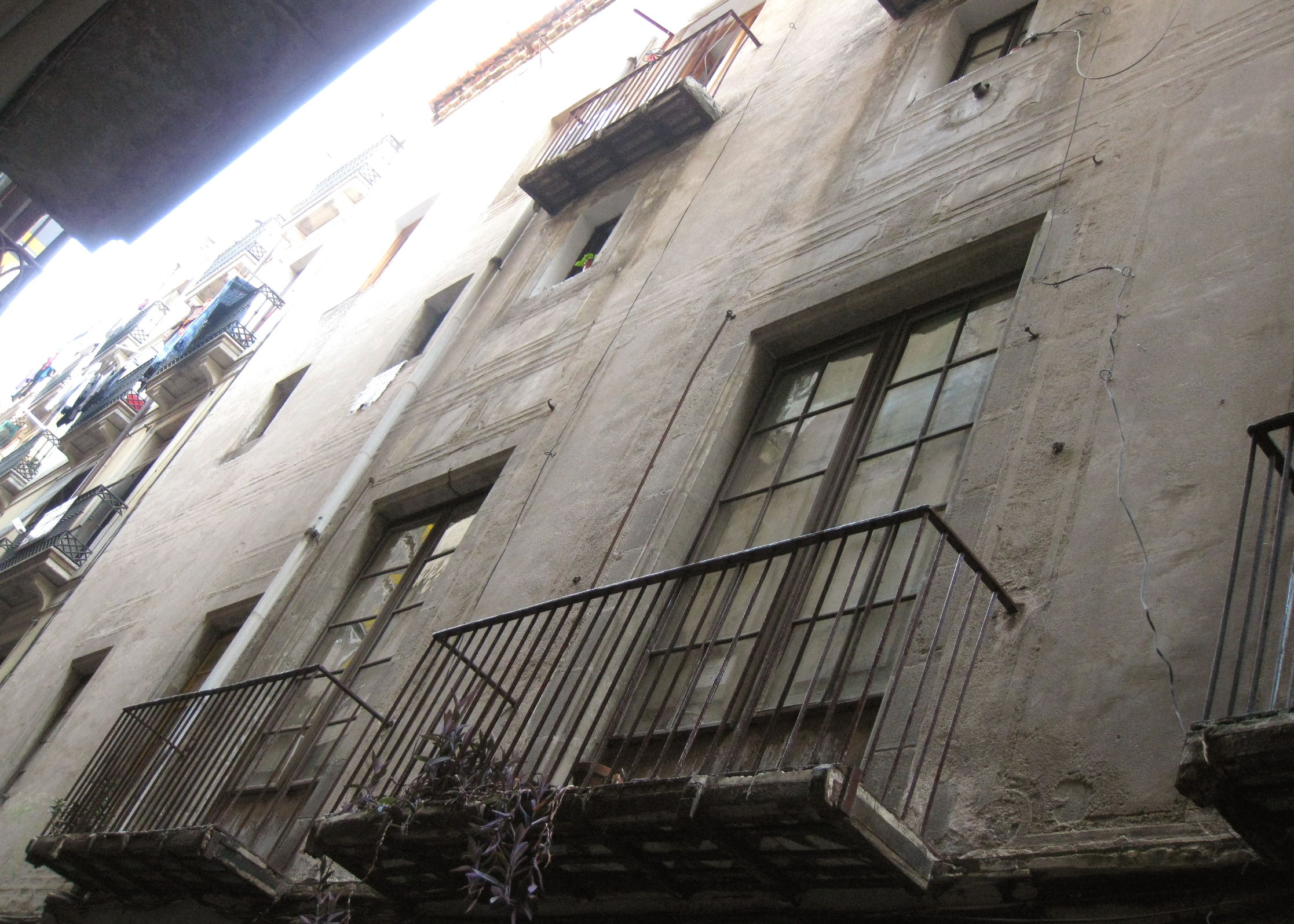
Balcons i esgrafiats al carrer de la Mare de Déu del Pilar

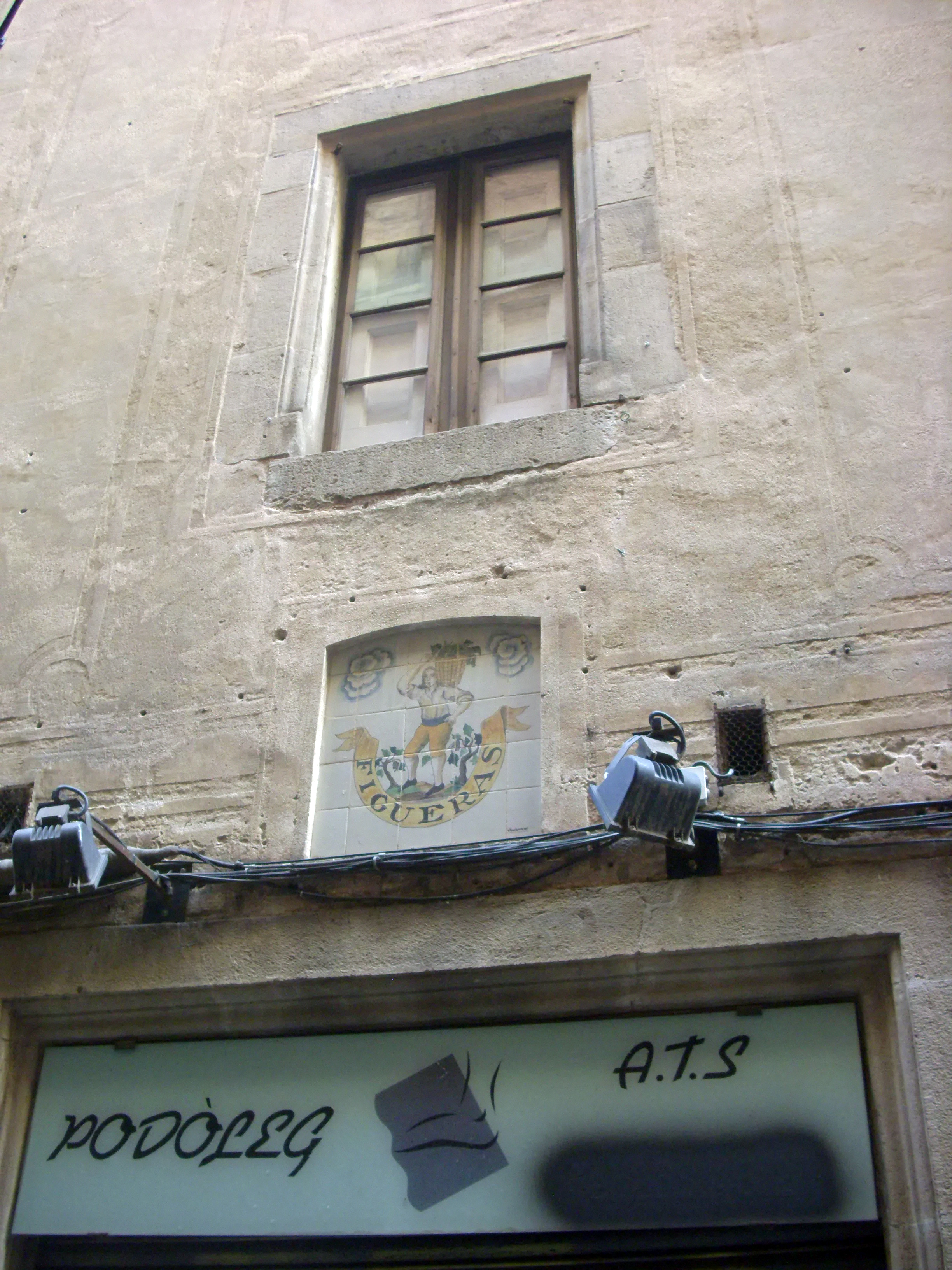
Capelleta tapiada de la Mare de Déu del Pilar

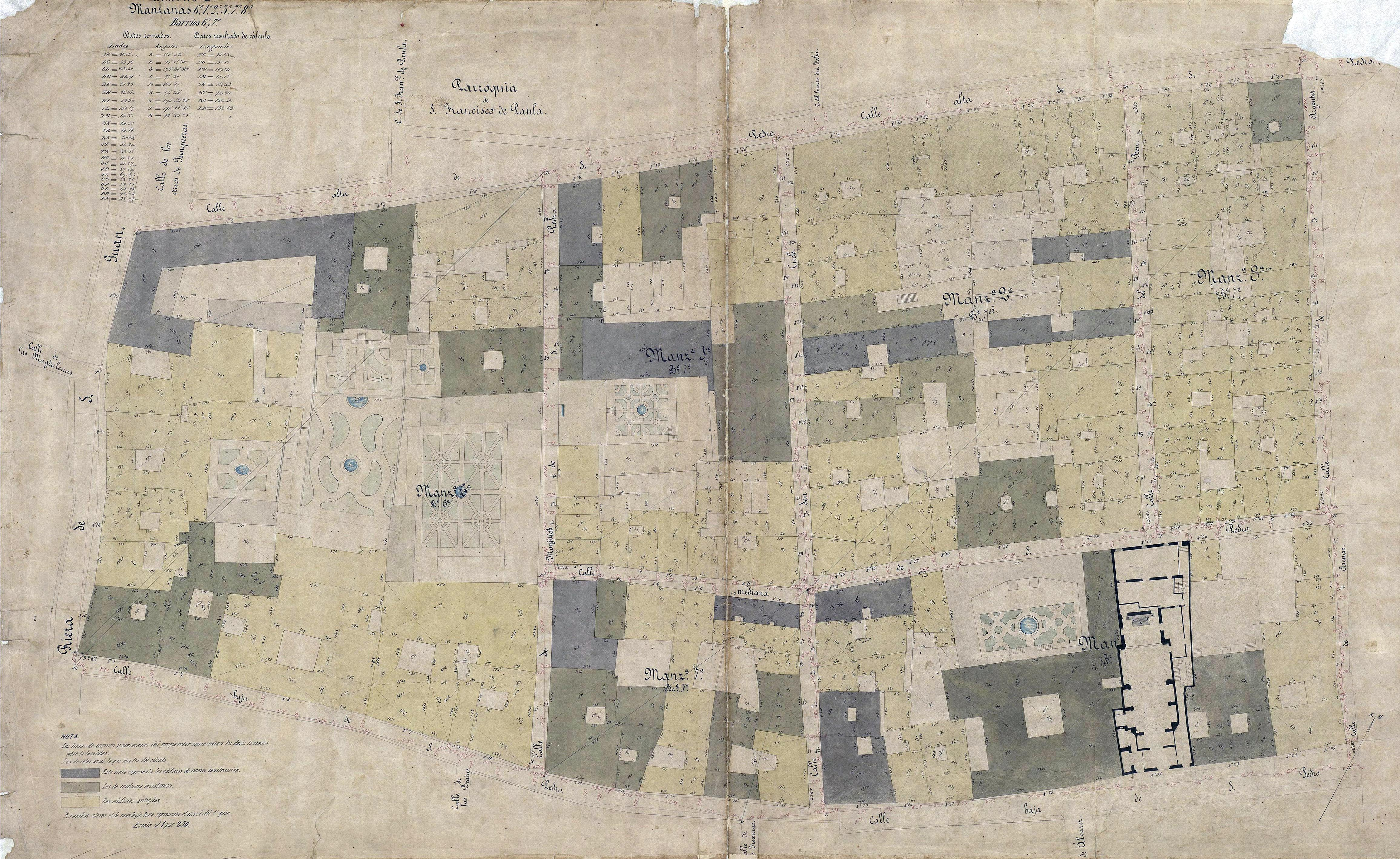
Quarteró núm. 24 de Garriga i Roca (c. 1860)

Josep Aranyó provenia d'una família de teixidors de seda o «velers» de Manresa que durant el segle xix va donar lloc a una nissaga de fabricants tèxtils, i al començament, hi tenia una filatura d'estam, però al llarg del temps les instal·lacions van ser utilitzades per altres fabricants, com per exemple Josep Badia i Cia, que s'anunciava així el 1863: «Monjuich de San Pedro, 12, Fábrica de J. Badia y compañia. Tejidos de seda, lana y algodon. Especialidad en chaqueleria: gran surtido de felpas y rizos, piqués acolchados en seda, lana y algodon para toda estacion. Pañoleria y mantones de todas clases. Lanillas de mezclas para trajes. Espediciones á todas partes.»
Posteriorment, la propietat va passar a mans de la seva filla Mercè Aranyó i Pujals, casada amb el joier Josep Ginabreda i Ros, que el 1875 va fer construir l'edifici d'habitatges dels núms. 11-13, projectat pel mestre d'obres Josep Cros i Juliana i on residiria la família. Segons Almerich, a finals de segle la capella era molt visitada, fins al punt que el 1889 diversos veïns van demanar a l'Ajuntament el canvi del nom del carrer d'en Cuc a Nuestra Señora del Pilar, però finalment es va tancar el 1909.

### Altres usos
En aquesta època, l'edifici del carrer de Verdaguer i Callís devia ser compartimentat en habitatges per a treure'n rendiment econòmic, i a la segona meitat del segle xx, els baixos acollirien el Cercle Barcelonès de Sant Josep, amb un quadre escènic de teatre amateur que representava obres dramàtiques i sarsuela els diumenges a la tarda.
Des del 2003 hi ha l'Espai de Creació Antic Teatre, un centre d'arts escèniques contemporànies, i el 2023, l'Ajuntament de Barcelona va aprovar-ne la requalificació com a equipament públic de titularitat municipal.

## Descripció
La casa senyorial del carrer de Verdaguer i Callís disposa de dues façanes: la principal, afrontada al carrer, i la del jardí, disposada perpendicularment a la primera. De planta rectangular, comprèn planta baixa, principal, tres pisos i terrat. Les dues façanes estructuren les seves obertures en eixos verticals de ritme regular: portals a planta baixa, balcons ampitats al principal i el primer pis i finestres en els dos darrers pisos. Els murs d'ambdues façanes estan revestits amb morter. Els emmarcaments i les llosanes dels balcons de la façana principal són fets de pedra, mentre que les baranes, profusament decorades, son de ferro forjat. Llindes, muntants i ampits dels balcons hi sobresurten per mitjà d'una motllura simple. A la façana del jardí, però, aquesta motllura es configura a través d'un regruix de morter.
L'estructura de la façana principal s'articula per mitjà de tres eixos verticals d'obertures emmarcats per dues parelles de pilastres d'estil jònic d'ordre gegant que culminen amb un entaulament amb cornisa damunt del segon pis. La façana del jardí, molt més àmplia, s'articula per mitjà de sis eixos verticals ritmats per tres parelles de pilastres, arribant a duplicar la llargada de la façana principal. Damunt del cornisament (fet d'obra) d'ambdues façanes s'alça un cos superior que comprèn el tercer i quart nivell i que és resultat d'una remunta del segle xix. Les obertures d'aquest cos (finestres i balcons regulars i algunes petites finestres quasi quadrangulars) no segueixen la composició de l'inferior. Hi destaca la fusteria que conforma els balcons dels pisos principal i segon i llurs porticons, decorada amb cartel·les corbes de perfil ondulant.
El jardí elevat presenta avui dos nivells units per mitjà d'una escala de recent factura. El superior reposa damunt de tres portals afrontats al carrer de Verdaguer i Callís que donen pas (els dos laterals) a botigues i (el central) a una font d'ús públic. Damunt d'aquesta font s'alça un interessant pavelló quadrangular amb els angles escapçats emmarcat per pilastres toscanes faixades i amb els murs revestits d'una rocalla de gran plasticitat. Sobre l'entaulament del templet s'hi endevina un fris ceràmic policromat i les restes d'una decoració escultòrica avui il·legible. Els «Quarterons» de Garriga i Roca mostren que hi havia un grup de parterres a la francesa, ordenats per una estricta simetria al voltant d'una font ornamental circular ubicada al jardí inferior i de la que no es conserven traces.
L'edifici del carrer de la Mare de Déu del Pilar té una llarga façana en la que es poden distingir dos trams d'alçades lleugerament diferents. Presenta una planta baixa amb portals de llinda de fusta; un pis principal amb balcons de llosana de rajoles de ceràmica i barana de ferro forjat; una idiosincràtica petita planta intermèdia, com si fos un entresol fora de lloc; els dos pisos superiors tornen a tenir balcó i, al capdamunt, una cornisa de ceràmica tanca la construcció. Hi destaquen, sobretot, els esgrafiats basats en formes rectangulars d'angles esmussats. La porta de més a l'esquerra, sobre la qual hi ha una capelleta (actualment tapiada amb rajoles) correspon a l'antiga capella de la Mare de Déu.